# Хыркасы (Шинерпосинское сельское поселение)
Хыркасы́ (чув. Хыркасси) — деревня в Чебоксарском районе Чувашской Республики. Входит в состав Шинерпосинского сельского поселения.

## География
Находится в северной части Чувашии на расстоянии приблизительно 9 км на юго-восток по прямой от районного центра поселка Кугеси на левом берегу реки Рыкша.

## История
Известна с 1719 года, когда в ней было 33 двора и 91 мужчина. В 1747 году было отмечено 164 мужчины, в 1795 (с выселком) — 52 двора, 322 жителя, в 1859 — 66 дворов, 436 жителей, в 1897—344 жителя, в 1926 — 76 дворов, 345 жителей, в 1939—362 жителя, в 1979—369. В 2002 году было 110 дворов, в 2010—115 домохозяйств. В период коллективизации был образован колхоз «Чашлавар», в 2010 году действовало ЗАО "Агрофирма «Ольдеевская».

## Население
Постоянное население составляло 353 человека (чуваши 99 %) в 2002 году, 360 в 2010.